# Theo (cantant suec)
Theodor Haraldsson (17 de juliol de 2005), conegut artísticament com a Theo, és un cantant i personalitat de les xarxes socials suec. Anteriorment, era conegut com a Theoz.

## Biografia
Theodor Haraldsson va néixer el 17 de juliol de 2005 a Suècia. Va començar la seva carrera als onze anys a la plataforma de vídeos curts TikTok, que en aquell moment es coneixia com a Musical.ly, sota el pseudònim de "Theoz". Ràpidament va guanyar popularitat entre els usuaris més joves.

## Carrera musical
El 2022, Theoz va debutar al Melodifestivalen, el concurs de selecció nacional suec per a Eurovisió, amb la cançó "Som du vill" composta per Axel Schylström juntament amb la famosa cantant de heavy metal, Elize Ryd. Aquesta experiència va marcar un punt d'inflexió en la seva carrera musical i va augmentar la seva visibilitat a l'escena musical sueca.
El 2023, Theoz va tornar al Melodifestivalen amb la cançó "Mer av dig", descrivint-la com un "següent nivell" en comparació amb la seva participació anterior. Va afirmar que estava molt emocionat per la seva participació i que havia après molt de l'any anterior, cosa que el feia sentir-se més segur en la seva actuació.

## Canvi de nom i nou estil musical
El 2024, Theodor Haraldsson va anunciar que abandonava el seu pseudònim "Theoz" i passava a utilitzar el seu nom real, Theo. Aquest canvi també va venir acompanyat d'una evolució en el seu estil musical. En una entrevista amb el diari suec Aftonbladet, Theo va declarar que sentia que havia crescut molt musicalment, i que la seva veu també havia madurat molt.
Theo va llançar el seu primer senzill sota el nou nom, "Dagar som aldrig tar slut", una cançó que ell mateix descriu com a més madura en comparació amb la seva música anterior. Per primera vegada, Theo també es va involucrar en l'escriptura de les seves pròpies cançons.

## Influències
Theo ha mencionat que Benjamin Ingrosso és un dels seus models a seguir en la música i que és un gran fan d'Eurovisió. Algunes de les seves entrades preferides d'Eurovisió inclouen "SloMo" de l'artista catalana Chanel i "Fairytale" d'Alexander Rybak.

## Discografia
Theo va publicar dos EPs el 2022: Paradise i l'EP de Nadal Julmusiken. El seu favorit de l'EP Paradise és la cançó "Shady", mentre que de l'EP de Nadal prefereix "Julmusiken".